# Studenec (Postojna, Slovenija)
Studenec je naselje u slovenskoj Općini Postojni. Studenec se nalazi u pokrajini Notranjskoj i statističkoj regiji Notranjsko-kraškoj. 

## Stanovništvo
Prema popisu stanovništva iz 2002. godine naselje je imalo 75 stanovnika.